# Jenkinsburg
Jenkinsburg – miasto w Stanach Zjednoczonych, w stanie Georgia, w hrabstwie Butts.